# 2011 v římskokatolické církvi

## Prohlášeni za blahoslavené
- 1. květen – Jan Pavel II., papež
- 15. květen – Georg Häfner, německý farář
- 22. květen
  - Dulces Lopes Pontes, brazilská řeholnice
  - Marie Klára od Dítěte Ježíše, potugalská řeholnice
- 13. červen – Alojs Andricki, lužickosrbský kněz
- 19. červen – Marguerite Rutan, francouzská řeholnice
- 26. červen
  - Serafino Morazzone, italský kněz
  - Clemente Vismara, italský misionář
  - Enrica Alfieri, italská řeholnice
- 3. červenec – János Scheffler, rumunský biskup
- 5. červenec – Juan de Palafox y Mendoza, španělský kněz
- 2. říjen – Antonie Marie Verna, italská řeholnice
- 29. říjen – María Catalina Irigoyen Echegaray, španělská řeholnice

## Prohlášeni za svaté
- 23. říjen
  - Giudo Maria Conforti, italský biskup
  - Luigi Guanella, italský kněz
  - Bonifacie Rodríguez de Castro, španělská řeholnice

## červenec
- objev hrobu sv. Filipa u Pamukkale v západním Turecku